# Râle insulaire
Sarothrura insularis
Espèce
Statut de conservation UICN

 LC  : Préoccupation mineure
Le Râle insulaire (Sarothrura insularis) est une espèce d'oiseaux de la famille des Sarothruridae.

## Répartition
Cet oiseau est endémique du centr/est de Madagascar.